# Wespazjan Kochowski

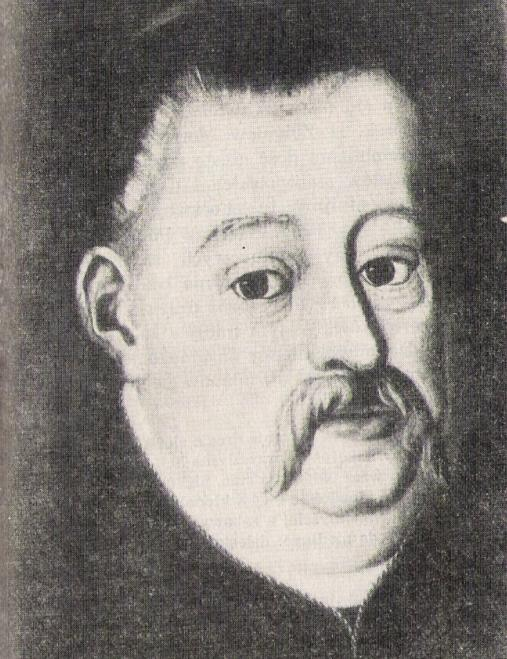
Wespazjan Kochowski.

Wespazjan Hieronim Kochowski, född 1633 i Gaj, död 6 juni 1700 i Kraków, var en polsk poet och historiograf. 
Kochowski deltog i kriget mot svenskarna 1655–57 (om hans poetiska erinringar därav se Alfred Jensen, "Svenska bilder i polska vitterheten"), utgav 1674 religiösa och politiska dikter i fyra delar, oden och epoder med titel Lyrika polskie samt Epigrammata polskie, dessutom ett par hjältedikter, däribland ett epos om Wiens belägring av turkarna (Dzieło Boskie allo Pieśni Wiednia wybawionego, 1684). På latinsk prosa författade Kochowski Commentarius belli adversus Turcas ad Viennam el in Hungaria gesti (1684) samt fyra delar Annalia Poloniæ ab obitu Vladislai IV (omfattande 1648–72; tryckt 1840, polsk översättning 1853).